# اتحاد لوبلین

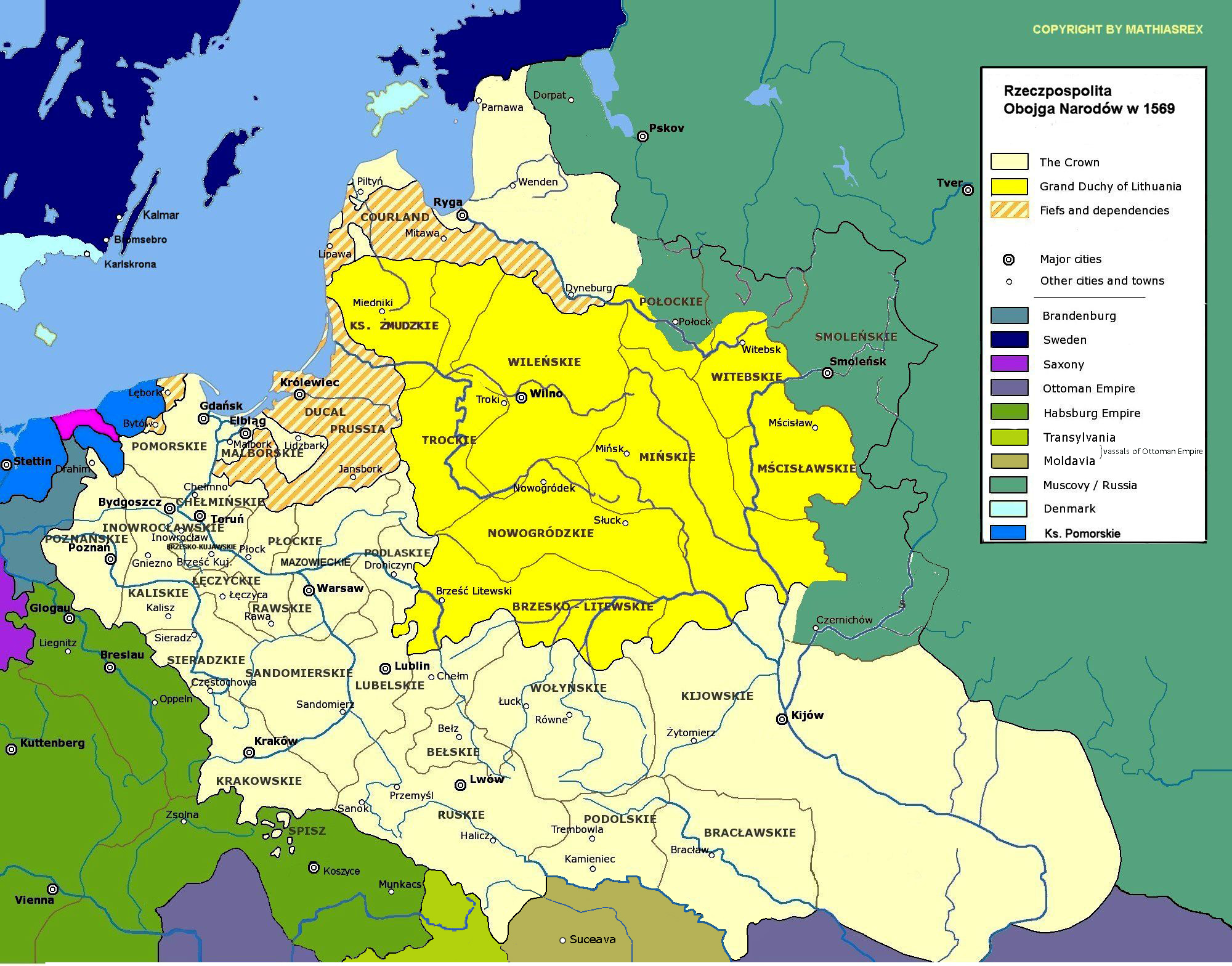
مشترک‌المنافع لهستان-لیتوانی در ۱۵۶۹ میلادی

اتحاد لوبلین (به لهستانی:unia lubelska؛لیتوانیایی:Liublino unija) پیمانی بود که به موجب آن، پادشاهی لهستان و دوک‌نشین بزرگ لیتوانی با هم ادغام شده و تبدیل به مشترک‌المنافع لهستان-لیتوانی شدند. این پیمان در ۱ ژوئیه ۱۵۶۹ میلادی در لوبلین ، شهری در لهستان ، امضاء شد. با امضای این پیمان ، پادشاهی لهستان از حکومتی موروثی به سلطنتی انتخابی (یعنی اشراف شاه بعدی را انتخاب می کردند) تبدیل شد.
همچنین ، سنا و پارلمانی مخصوص برای کشور تعیین شد تا شاه را در امر اداره مناطق یاری کند. یکی از دلایل مهم این پیمان ، یاری رساندن به دوک‌نشین بزرگ لیتوانی بود که اینک درگیر جنگی بزرگ با روسیه تزاری شده و موقعیتش در خطر افتاده بود.
بسیاری از مورخان معتقدند که این پیمان باعث ضعف موقعیت لهستان در منطقه گردید ؛ زیرا ، از سویی دیگر موجبات اشراف‌سالاری را پدید آورد که با قدرت مطلقه پادشاهی مخالفت می‌ورزید و عاملی شد برای تجزیه لهستان در ۲۰۰ سال بعد. مورخان لهستانی این اتحاد را باعث شکوفایی لهستان در آن زمان و تمرکز قدرت در این کشور می دانند ؛ در حالی که ، مورخان لیتوانیایی معتقدند که این پیمان باعث سلطه لهستان بر لیتوانی شد.